# Armistice du 22 juin 1940
Cet article concerne l’armistice entre Français et Allemands à l’été 1940. Pour l’armistice entre Français et Italiens, voir armistice du 24 juin 1940.

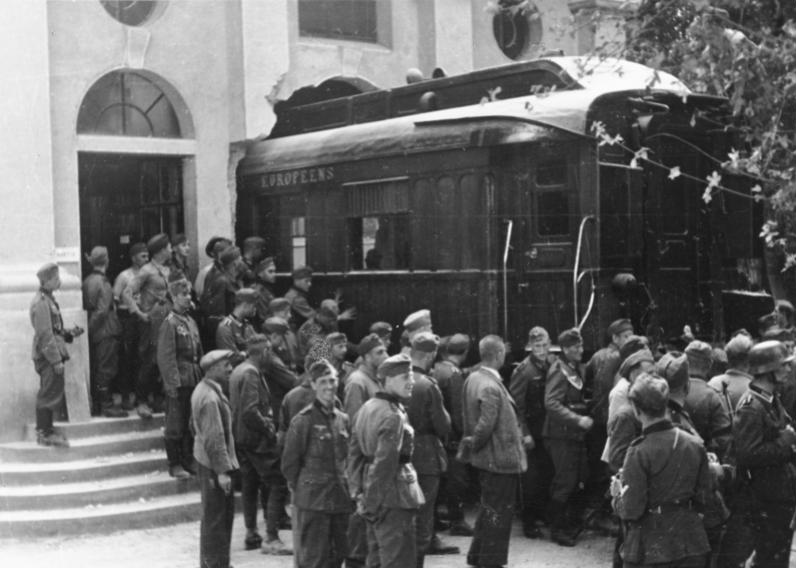
Le 21 juin 1940, après avoir abattu un mur du musée abritant le wagon de l'Armistice depuis 1927, les soldats allemands extraient la voiture pour l'amener à son emplacement du 11 novembre 1918, en prévision du passage de Hitler.

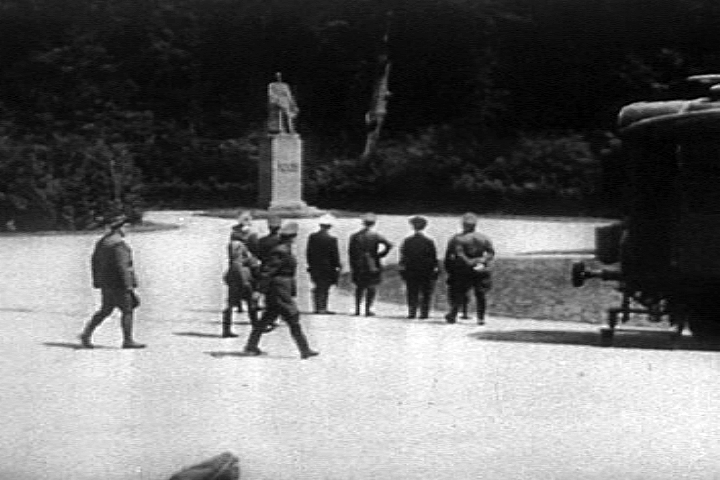
Hitler (la main au côté), accompagné de hauts dignitaires nazis et de ses généraux, regardant la statue du maréchal Foch avant d’entrer dans la voiture pour le début des négociations de l'armistice, signé le lendemain en son absence.

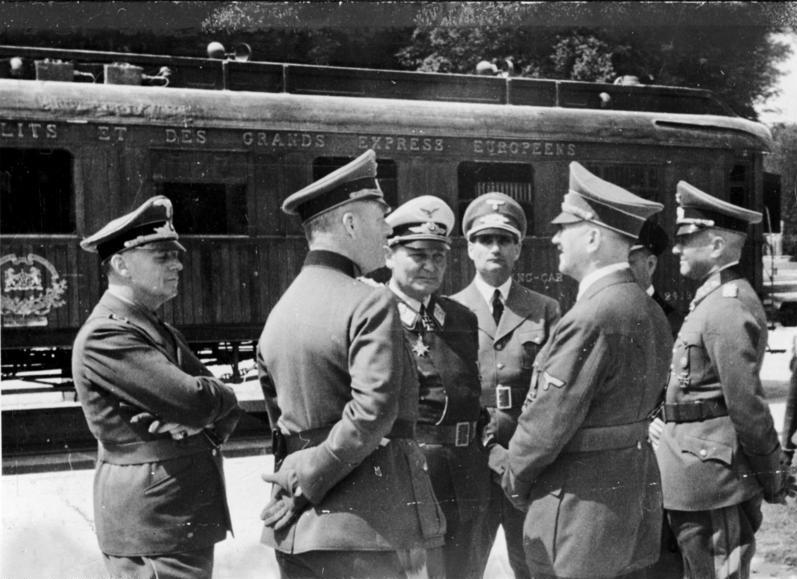
Le 21 juin 1940-, Ribbentrop, Keitel (de profil), Göring, Hess, Hitler, Raeder (caché par Hitler) et Brauchitsch, devant le wagon de l'Armistice.

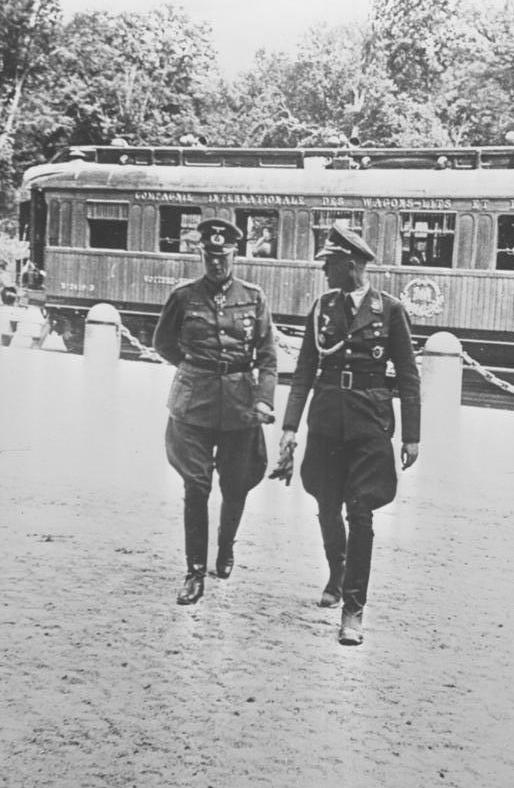
Keitel (à gauche) devant le wagon de l'Armistice.

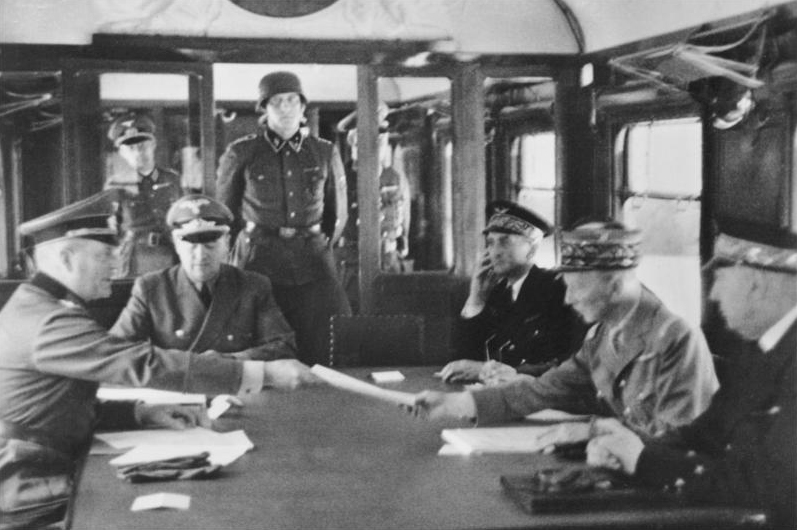
Signature de l'armistice. À gauche le général Keitel, à droite, la délégation française avec le général Huntziger entouré du général d'aviation Bergeret et du vice-amiral Le Luc (de profil, à droite).

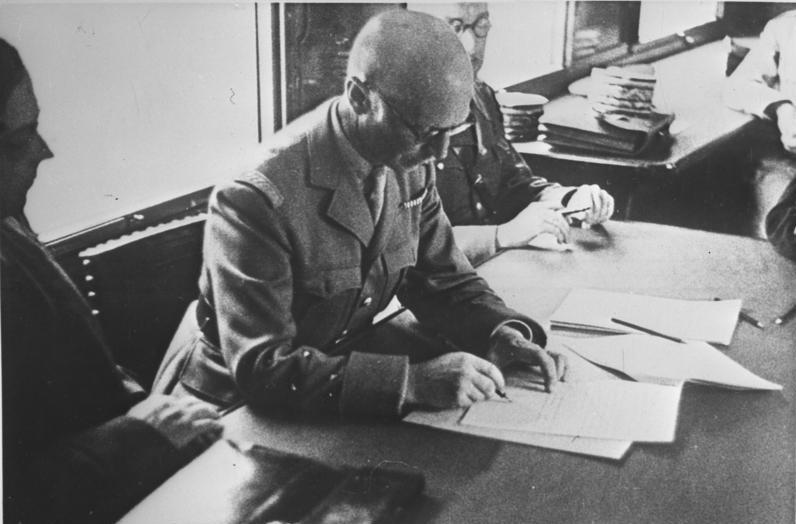
Le général Huntziger signe l'armistice pour la France.

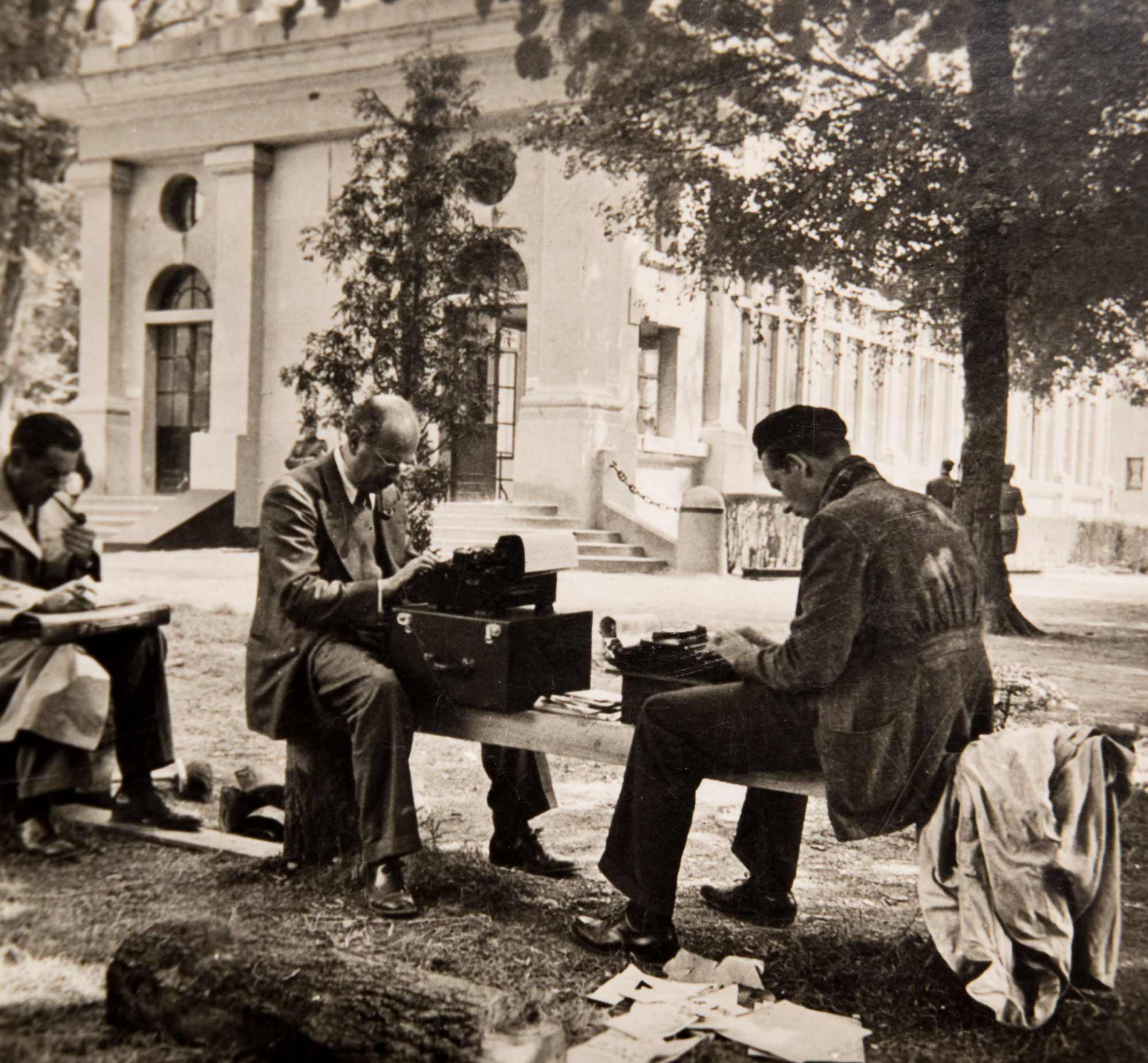
Le correspondant de guerre de CBS, William L. Shirer (à gauche sur le banc), frappant le texte d'un reportage sur la négociation ou la signature de l’armistice. Le bâtiment à l'arrière-plan est le musée dans lequel se trouvait le wagon de 1918, avant que sa sortie en plein air n'en soit demandée par Hitler pour abriter les négociations et la signature du nouvel armistice.

L’armistice du 22 juin 1940 est une convention signée en forêt de Compiègne entre le Troisième Reich, représenté par le général Wilhelm Keitel, et le dernier gouvernement de la Troisième République, dirigé par le maréchal Philippe Pétain et représenté par le général Charles Huntziger, afin de suspendre les hostilités ouvertes par la déclaration de guerre de la France envers l'Allemagne le 3 septembre 1939, marquées notamment par la bataille de France déclenchée le 10 mai 1940, la fuite de l'Armée britannique et son rembarquement à Dunkerque à partir du 26 mai 1940 et la chute de Paris, déclarée ville ouverte le 14 juin.
L'engagement interallié du 28 mars 1940 qui avait été pris de ne pas conclure de paix séparée avec l'ennemi n'empêche pas la signature d'un armistice qui suspend les combats et l'avancée de l'Armée allemande, établit les conditions de l'occupation partielle de la France par l'Allemagne, le sort des personnes capturées, déplacées ou occupées, la neutralisation des forces françaises, et le paiement de compensations économiques à l'Allemagne. Du point de vue territorial, il résulte de la convention (en particulier en ses articles 2 et 3) que la France métropolitaine est divisée en deux parties par une ligne de démarcation, la zone occupée par l'Armée allemande et la zone dite « libre ». Un nouveau régime sera instauré en juillet 1940 en France : le régime de Vichy. En France d'outre-mer, si une majorité des territoires l'acceptent, l'armistice ne sera en revanche jamais reconnu par Félix Éboué qui choisit de continuer le combat et place directement le Territoire du Tchad sous le contrôle de la France libre donnant à celle-ci les attributs légaux d'un État souverain.
L'article 3 reconnaît la souveraineté du gouvernement français sur l'ensemble du territoire sous réserve « des droits de la puissance occupante ». En pratique, la France est divisée en zones à statut différent, les demandes du gouvernement de rentrer à Paris sont toutes repoussées le 7 juillet et la ligne de démarcation devient « une frontière pratiquement étanche ». Dans la zone occupée, on distinguera immédiatement après plusieurs types de territoires : une zone interdite, au Nord-Est (comprenant notamment deux départements, le Nord et le Pas-de-Calais, rattachés au gouvernorat militaire allemand en Belgique), une « zone réservée » de l'Est où aucun réfugié n'a le droit de retourner ou encore les territoires de l'Alsace et de la Moselle annexés dès le 15 juillet par l'instauration d'un cordon douanier, ainsi que la zone côtière le long des côtes de la Manche et de l'Atlantique. Dans le Sud de la France, l'Italie reçoit également une petite zone d'occupation.
L'entrée en application de cet armistice ne doit se faire qu'après la signature de celui entre l'Italie et la France, signé le 24 juin à 18 h 35. Le cessez-le-feu entre en vigueur six heures après, soit à 0 h 35 le 25 juin 1940.

## Annonce de l'armistice
Après l'enfoncement de plusieurs lignes de défense françaises vers le 10 juin 1940, la défaite française dans la bataille de France apparaît inéluctable. Dans ces conditions, le maréchal Pétain, nouveau chef du gouvernement français, s'exprime dans un discours radiophonique à 12 h 30 le 17 juin depuis Bordeaux, où il annonce qu'il faut cesser le combat : « C'est le cœur serré que je vous dis aujourd'hui qu'il faut cesser le combat » ; il indique également qu'il recherche avec l'adversaire « les moyens de mettre un terme aux hostilités ». Immédiatement, cet appel est largement relayé par les Allemands pour que les troupes françaises déposent les armes sans combattre.

Néanmoins, dans la soirée, le ministre des Affaires étrangères Paul Baudouin atténue les mots du maréchal et indique : 

« Voilà pourquoi le gouvernement présidé par le maréchal Pétain a dû demander à l'ennemi quelles seraient ses conditions de paix. Mais il n'a pas pour autant abandonné la lutte, ni déposé les armes. Comme l'a dit ce matin le maréchal Pétain, le pays est prêt à rechercher dans l'honneur les moyens de mettre un terme aux hostilités. II n'est pas prêt, et ne sera jamais prêt à accepter des conditions déshonorantes, à abandonner la liberté spirituelle de notre peuple, à trahir l'âme de la France. »

Dès le lendemain, depuis Londres, le sous-secrétaire d'État à la Défense et à la Guerre, le général de Gaulle lance son appel du 18 juin sur les ondes de le BBC, reprochant à Pétain le principe même de l'armistice et invitant les Français à résister à l'ennemi, mais il n'est que peu entendu dans la Métropole : 

« Croyez-moi, moi qui vous parle en connaissance de cause et vous dis que rien n'est perdu pour la France. Les mêmes moyens qui nous ont vaincus peuvent faire venir un jour la victoire.
Car la France n'est pas seule ! Elle n'est pas seule ! Elle n'est pas seule ! Elle a un vaste Empire derrière elle. Elle peut faire bloc avec l'Empire britannique qui tient la mer et continue la lutte. Elle peut, comme l'Angleterre, utiliser sans limite l'immense industrie des États-Unis. »

Néanmoins, les négociations s'engagent et une rencontre formelle est organisée à partir du 21 juin dans la forêt de Compiègne, à l'endroit imposé par Hitler.

## Délégations
Adolf Hitler exige que l'armistice soit signé au même endroit que l'armistice de 1918, dans la clairière de Rethondes, près de Compiègne dans le département de l'Oise. Il fait sortir le wagon de l'Armistice, qui avait servi à signer celui de 1918, du bâtiment qui l'abrite, et le fait placer à une centaine de mètres de là, à l'emplacement exact où il se trouvait le 11 novembre 1918, afin d'y organiser la cérémonie de revanche sur la Première Guerre mondiale (le wagon va ensuite être convoyé à Berlin). Le 21 juin, lors de la journée inaugurale des négociations, les Allemands sont représentés par Adolf Hitler en personne et le général Wilhelm Keitel, chargé des négociations en tant que chef du Haut Commandement de l'armée allemande,.
Plusieurs hauts dignitaires de l'Armée allemande et du régime nazi assistent à la cérémonie : Rudolf Hess, Hermann Göring, Joachim von Ribbentrop, ministre des Affaires étrangères du Reich, l'amiral Raeder, commandant en chef de la Kriegsmarine et le général von Brauchitsch, commandant en chef de la Heer, l'Armée de terre allemande,.
La délégation française est présidée par le général Huntziger et comprend le général d'aviation Bergeret, le vice-amiral Le Luc et l'ambassadeur Léon Noël.
Après la cérémonie militaire, les délégations prennent place dans la voiture et Hitler donne la parole à Keitel qui prononce un discours. Puis le texte des conditions d'armistice est remis aux Français et les Allemands, à l'exception de Keitel et de l'interprète Schmidt, quittent les lieux. Le général Jodl rejoint alors les délégués avec quelques officiers.

## Discussion des clauses
Avant son départ pour Rethondes, le général Huntziger, chef de la délégation française, est reçu par Pétain en présence de membres du gouvernement : le nouveau ministre de la Défense, le général Weygand et le ministre des Affaires étrangères, Paul Baudouin ; au cours de cet entretien, le chef du Gouvernement fait part de ses « instructions formelles » qui sont de « […] rompre immédiatement la négociation si l'Allemagne exige premièrement la remise totale ou partielle de la flotte, deuxièmement l'occupation de la métropole, ou troisièmement l'occupation d'une partie quelconque de l'empire colonial. »
Parallèlement, les services du ministère des Affaires étrangères rédigent une note : « Liste succincte des concessions qui ne pourraient être faites sans porter atteinte à l'honneur » ; aux trois points indiqués par Pétain, s'ajoutent la livraison de l'aviation et la sauvegarde des institutions de la France et sur l'intégrité du territoire : il est précisé que cela concerne particulièrement l'Alsace-Lorraine et la Corse.
Ayant pris connaissance des conditions d'armistice édictées par les Allemands, Huntziger en rend compte à Weygand, le 21 juin à 20 h, au cours d'un long entretien téléphonique — conversation écoutée par les Allemands — où il dicte le texte intégral de la convention, aussitôt transmise au Conseil de ministres réuni à Bordeaux.
La délégation française considère que les conditions qui sont imposées à la France par l'Allemagne, bien que dures, sont toutefois acceptables car elle garde sa flotte et ses colonies — conformément aux souhaits de Pétain — et n'est pas entièrement occupée. En fait, au moment de la signature de l'armistice, les Allemands n'exigent aucune des trois conditions qui, selon les instructions de Pétain, auraient été susceptibles de provoquer la rupture des négociations : « En effet, le territoire ne serait pas occupé dans sa totalité puisqu'une ligne de démarcation définirait la délimitation de la zone sous contrôle allemand […]. Mais au cours des négociations, cette ligne ne fut pas présentée comme intangible […]. ». La flotte serait simplement désarmée et la question de l'Empire ne fut pas l'objet de ces négociations.
Lors des pourparlers qui se déroulent toute la journée du 22 juin, entrecoupés de nouvelles communications téléphoniques entre Huntziger et Weygand, la délégation française obtient néanmoins deux modifications : l'article 5 sur la livraison des avions militaires et l'article 17 sur les transferts de valeurs et de stocks, sont amendés. Les Allemands refusent toute autre concession, en dépit des protestations françaises, en particulier sur l'article 19 concernant le droit d'asile et sur l'Italie (la France n'ayant pas été vaincue dans les Alpes). À la suite de l'ultimatum du général Keitel, chef de la délégation allemande, Huntziger reçoit l'ordre depuis Bordeaux de signer l'armistice.
Après ces deux jours de discussion, l'armistice est donc signé le 22 juin à 18 h 36 par les généraux Keitel et Huntziger,.

## Motivations d'Hitler
Les conditions de l'armistice sont motivées par les préoccupations d'Adolf Hitler à cette époque : il faut bien sûr empêcher de façon durable que la France ne redevienne une grande puissance militaire, mais à court terme, il faut veiller à ce que sa flotte et l'aviation ne rejoignent pas le Royaume-Uni, qui reste le dernier pays à vaincre ou à séduire, car un accord de paix avec le Royaume-Uni reste souhaité en cette fin du mois de juin. Enfin, il ne faut froisser ni l'allié italien, ni le potentiel allié espagnol. Hitler a rencontré Mussolini le 18 juin à Munich pour le convaincre de s'en tenir à ses vues : le Duce voulait s'emparer de la flotte et de l'aviation françaises, occuper la France jusqu'au Rhône, annexer Nice, la Savoie, la Corse, la Tunisie, la Côte française des Somalis, les villes d'Alger, d'Oran et de Casablanca, ce qui n'entrait pas dans les plans de Hitler qui considérait ces prétentions démesurées et de nature à compromettre la signature de l'armistice,. Ce sont toutes ces considérations complexes qui vont déterminer le contenu de la convention d’armistice.

## Conditions

La France coupée en différentes zones : zone libre, zone occupée, départements de l'Est annexés au Reich et départements du Nord rattachés au commandement militaire de Bruxelles.

La convention est un texte bref de 24 articles, qui contient notamment les clauses suivantes :
- les prisonniers de guerre (plus de 1,5 million d'hommes) restent en captivité jusqu'à la signature d'un traité de paix ;
- la moitié nord, ainsi que la côte atlantique, passent sous occupation allemande : c'est la zone occupée, qui couvre à peu près les trois cinquièmes du territoire. Le reste constitue la « zone libre », c'est-à-dire non occupée, située essentiellement au sud de la Loire. Les deux zones sont séparées par la ligne de démarcation ;
- la France doit pourvoir à l'entretien de l'armée d'occupation. Il s'avéra que le montant de ces indemnités allait être fixé de façon discrétionnaire par les Allemands, et leur montant s'élèvera, en moyenne, à 400 millions de francs par jour ;
- dans la zone libre, l'Armée française est limitée à 100 000 hommes et les troupes sont sans équipement lourd ;
- la souveraineté française s'exerce sur l'ensemble du territoire, y compris la zone occupée, l'Alsace et le département de la Moselle, mais dans la zone occupée, il est stipulé que l'Allemagne exerce « les droits de la puissance occupante[2] », ce qui implique que l'administration collabore avec elle d'une « manière correcte[2] » (cette clause sera violée dès le mois suivant avec la ré-annexion de l'Alsace-Moselle[16],[17]) ;
- l'Empire colonial français reste sous l'autorité du gouvernement français ;
- les bâtiments de guerre doivent rejoindre des ports « à déterminer » pour être désarmés sous le contrôle respectif de l’Allemagne ou de l’Italie ;
- la France doit livrer les réfugiés politiques allemands ou autrichiens présents sur son sol.

La dernière condition (l'article 19 : « Le gouvernement français est tenu de livrer sur demande tous les ressortissants allemands désignés par le gouvernement du Reich qui se trouveront en France ou dans les possessions françaises. ») est généralement considérée comme « contraire à l'honneur », en tout premier lieu par la délégation française à Rethondes.

## Réactions à l'armistice
Pétain annonce aux Français les conditions de l'armistice le 25 juin avec ces mots : « l'honneur est sauf » et « je ne serais pas digne de rester à votre tête si j’avais accepté de répandre le sang des Français pour prolonger le rêve de quelques Français mal instruits des conditions de la lutte. Je n’ai placé hors du sol de France ni ma personne ni mon espoir ».
De Gaulle lui répond par un message à la BBC le 26 juin : « Cet armistice est déshonorant. Les deux tiers du territoire livrés à l'occupation de l'ennemi, et de quel ennemi ! Notre armée tout entière démobilisée. Et c'est du même ton, monsieur le maréchal, que vous conviez la France livrée, la France liée, la France asservie à reprendre son labeur, à se refaire, à se relever. Mais dans quelle atmosphère ? Par quels moyens ? ».
Churchill avait, par un message du 18 juin après que Pétain eut demandé l'armistice, exprimé à la nation française l'affection des Britanniques et l'avait assurée que son pays continuerait la lutte jusqu'à la victoire. Immédiatement après la signature, le cabinet de guerre britannique anticipe que la flotte française tout entière doit être livrée aux Allemands et aux Italiens pour être désarmée. Churchill écrit dans ses mémoires : « Il est vrai que dans le même article, le gouvernement allemand déclarait solennellement qu'il n'avait nulle intention d'utiliser [la flotte] à ses propres fins. Mais quel homme sensé aurait ajouté foi à la parole d'Hitler après toutes les infamies commises ? ».

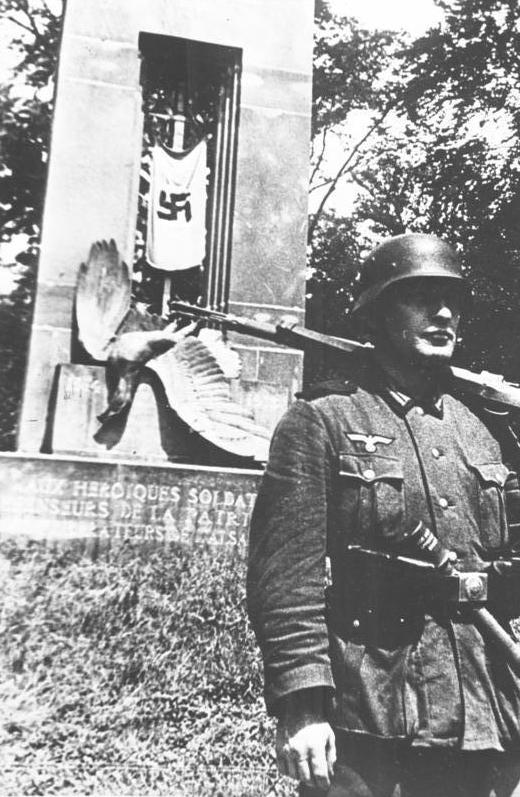
Désormais aux couleurs du, le « monument aux Alsaciens-Lorrains » à la gloire des libérateurs de 1918, détruit comme l'ensemble du site (sauf la statue de Foch) peu après la signature de l'armistice.

## Sort de la flotte française
Le choix de Hitler de laisser à la France vaincue une partie de son territoire et son empire, peut paraître aujourd'hui surprenant. À l'époque, dans une lettre au Duce et lors de la réunion du 18 juin à Munich, Hitler a justifié ce choix par le souci de ne pas pousser la France et sa puissante flotte à continuer la guerre à partir de ses colonies,,. La Marine allemande n'était pas en mesure de conquérir le vaste empire colonial outre-Méditerranée, et l'envoi de troupes dans des contrées éloignées n'entrait pas dans la stratégie de Hitler. Dans les faits, à l'exception de l'Afrique-Équatoriale française et de la Nouvelle-Calédonie, les colonies françaises ne se rallient ni à de Gaulle ni aux Alliés dans les mois qui suivent l'armistice, malgré la bataille de Dakar.
De son côté, Churchill, face au risque insupportable de voir la flotte française rejoindre ses ports d'attache maintenant occupés par l'ennemi conformément aux conventions d'armistice, envoie le 3 juillet 1940 une force navale britannique, commandée par l'amiral Somerville, sommer l'escadre française de Mers el-Kébir de se joindre à elle, de se saborder, ou de rejoindre les Antilles françaises pour être désarmée ou confiée aux États-Unis (alors neutres mais favorables à la Grande-Bretagne). L'amiral français Gensoul envoie deux messages au ministère de la Marine et le conseil des ministres se réunit à 15 h : il refuse les conditions. L'amiral doit rejeter l'ultimatum. Selon Churchill, le cabinet de guerre ne trembla pas : « ce fut une décision odieuse, la plus inhumaine, la plus pénible de toutes celles auxquelles j'ai été associé ».
Il s'ensuit un combat naval au cours duquel le courage de la flotte française qui se bat dans une position bien délicate permet à quelques navires de s’échapper malgré de grosses pertes : le cuirassé Bretagne est coulé ; un second, la Provence, ainsi que le croiseur de bataille Dunkerque et le contre-torpilleur Mogador, sont mis hors de combat ; le tout cause la mort de 1 297 marins français.
L'amiral Darlan avait, par avance, refusé de diriger vers les ports occupés les unités qui y avaient leur base. Il ordonna à la totalité de la flotte de se replier en Afrique du Nord. L'attaque de Mers el-Kébir l'incita à la baser à Toulon dès la fin de l'année 1940.

## Enregistrements sonores des discussions
Dans l'incertitude de leur issue, les conversations et discussions entre les membres des deux délégations, et celles entre les membres de la délégation française et le gouvernement Philippe Pétain, furent enregistrées par les Allemands à l'insu des Français. À l'occasion de la découverte par le collectionneur Bruno Ledoux de la copie qui fut, à la suite de la signature de l'Armistice et du début de la Collaboration, remise au maréchal Pétain, connue des historiens sous le nom de « malle Pétain » mais perdue jusqu'en 2015, France 5 en diffuse de larges parties en février 2019. De courts extraits provenant de la copie des enregistrements originaux allemands sur bandes magnétiques, détenue aux Archives fédérales, en avaient auparavant été diffusés par Philippe Alfonsi sur Europe 1 dans les années 1970 puis sur France Inter en 1990. Le document sonore retrouvé par Bruno Ledoux, comprenant, sous la forme de 45 disques 78 tours en aluminium une face, de plus de 3 heures, à en tête Présidence du Conseil, Administration de la Radiodiffusion nationale, Centre des enregistrements, et comportant les inscriptions manuscrites allemandes 22.6.1940, 2.Tag (« 2e jour »), Verhandlüng (« négociation »), Compiègne, contenant l'intégralité des discussions qui se sont tenues dans le wagon le 22 juin, sera offert par Bruno Ledoux à la France pour être conservé aux Archives nationales.

## Armistice du24 juinavec l'Italie
Le règlement du conflit avec l'Italie fasciste fait l'objet d'un autre armistice signé le 24 juin 1940.
L'Italie, bien que revendiquant, entre autres, l'ancien comté de Nice et la Savoie, dont elle n'est pas parvenue à s'emparer, mais aussi la Corse, la Tunisie et Djibouti, doit se contenter de la zone d'occupation de Menton (Alpes-Maritimes). Les autres territoires revendiqués, depuis la frontière franco-italienne jusqu'au Rhône ainsi que la Corse, ne seront occupés par l'Armée italienne qu'ultérieurement, le 11 novembre 1942, lors de l'invasion de la zone antérieurement non occupée.